# Матината
Матината (итал. Mattinata) је насеље у Италији у округу Фођа, региону Апулија.
Према процени из 2011. у насељу је живело 5727 становника. Насеље се налази на надморској висини од 84 м.

## Становништво
Према резултатима пописа становништва 2011. у општини је живело 6.360 становника.
| 1951. | 1961. | 1971. | 1981. | 1991. | 2001. | 2011. |
| ----- | ----- | ----- | ----- | ----- | ----- | ----- |
| 4.973 | 5.295 | 5.510 | 5.791 | 6.245 | 6.333 | 6.360 |